# Navoi
Navoi (em usbeque: Navoiy) é uma cidade do Usbequistão, capital da província de Navoi. Tem 32,3 quilômetros quadrados e em 2020 tinha 144 158 habitantes (densidade: 4 463,1 hab./km².